# Red Riding Hood
Red Riding Hood er en amerikansk/canadisk fantasy horrorfilm instrueret af Catherine Hardwicke efter manuskript af David Leslie Johnson. Red Riding Hood er løst baseret på Den lille Rødhætte, der blev indsamlet af både Charles Perrault under navnet Le Petit Chaperon Rouge, og flere årtier senere af brødrene Grimm som Rødhætte og ulven.

## Handling
Valerie bor i en middelalderlandsby ved navn Daggerhorn, som ligger på kanten af den hjemsøgt black forest.  Hun forelsker sig i den fattige skovhugger Peter, som hun har kendt fra barnsben af, men hendes familie ser hellere at hun gifter sig med den velhavende Henry. Peter og Valerie beslutter sig for at stikke af sammen, men inden de kommer af sted, bliver Valeries storesøster dræbt af en varulv som lusker rund i den mørke skov som omgiver byen. 

## Medvirkende
- Amanda Seyfried som Valerie
- Gary Oldman som Fader Solomon
- Billy Burke som Cesaire
- Shiloh Fernandez som Peter
- Max Irons som Henry
- Virginia Madsen som Suzette
- Lukas Haas som Fader August
- Julie Christie som Bedstemor
- Michael Shanks som Adrien Lazar
- Cole Heppell som Cole

## Soundtrack
Filmens musik er af Brian Reitzell og Alex heffer.
1. "Towers Of The Void" – Brian Reitzell
2. "Kids" – Brian Reitzell & Alex Heffes
3. "Dead Sister" – Brian Reitzell & Alex Heffes
4. "The Wolf" – Fever Ray
5. "Mt. Grimoor" – Brian Reitzell & Alex Heffes
6. "Tavern Stalker" – Brian Reitzell & Alex Heffes
7. "Grandma’s House" – Brian Reitzell & Alex Heffes
8. "Keep The Streets Empty For Me" – Fever Ray
9. "Wolf Attack" – Brian Reitzell & Alex Heffes
10. "Just A Fragment Of You" – Anthony Gonzalez fra M83 & Brian Reitzell
11. "The Reveal" – Brian Reitzell & Alex Heffes
12. "Finale" – Brian Reitzell & Alex Heffes
13. "Crystal Visions" – The Big Pink

Nogle af sangene fra filmen er ikke på det officielle soundtrack:
- "Fire Walking" – Anthony Gonzalez og Brian Reitzell
- "Let’s Start An Orchestra" – Ken Andrews og Brian Reitzell
- "Ozu Choral" – Brian Reitzell
- "Piano Study No. 1 (symfonisk)" – Brian Reitzell